# This Is Hardcore
This Is Hardcore je šesté atudiové album anglické rockové akupiny Pulp.

## Seznam skladeb
Autorem textů je Jarvis Cocker. Autory hudby jsou Nick Banks, Cocker, Candida Doyle, Steve Mackey a Mark Webber, pokud není uvedeno jinak.
| Pořadí | Název                                                                 | Délka |
| ------ | --------------------------------------------------------------------- | ----- |
| 1.     | The Fear                                                              | 5:35  |
| 2.     | Dishes                                                                | 3:30  |
| 3.     | Party Hard                                                            | 4:00  |
| 4.     | Help the Aged                                                         | 4:28  |
| 5.     | This Is Hardcore (Banks, Cocker, Doyle, Mackey, Webber, Peter Thomas) | 6:25  |
| 6.     | TV Movie                                                              | 3:25  |
| 7.     | A Little Soul                                                         | 3:19  |
| 8.     | I'm a Man                                                             | 4:59  |
| 9.     | Seductive Barry                                                       | 8:31  |
| 10.    | Sylvia                                                                | 5:44  |
| 11.    | Glory Days (Banks, Cocker, Doyle, Mackey, Webber, Antony Genn)        | 4:55  |
| 12.    | The Day After the Revolution                                          | 14:56 |

## Obsazení
- Jarvis Cocker
- Nick Banks
- Candida Doyle
- Steve Mackey
- Mark Webber